# Capitolio del Estado de Nueva York
El Capitolio del Estado de Nueva York es el edificio sede del gobierno del estado de Nueva York. Se encuentra en Albany, la capital del estado. El edificio del Capitolio es parte del complejo Empire State Plaza en State Street en el Capitol Park. Sede del poder legislativo del Estado de Nueva York, el edificio fue terminado en 1899 con un costo de US$ 25 millones, haciéndole el edificio de gobierno más costoso de su tiempo. Fue enumerado en el Registro Nacional de Lugares Históricos en 1971. El capitolio del estado de Nueva York fue declarado Hito Histórico Nacional en 1979.